# Uádi Sebua

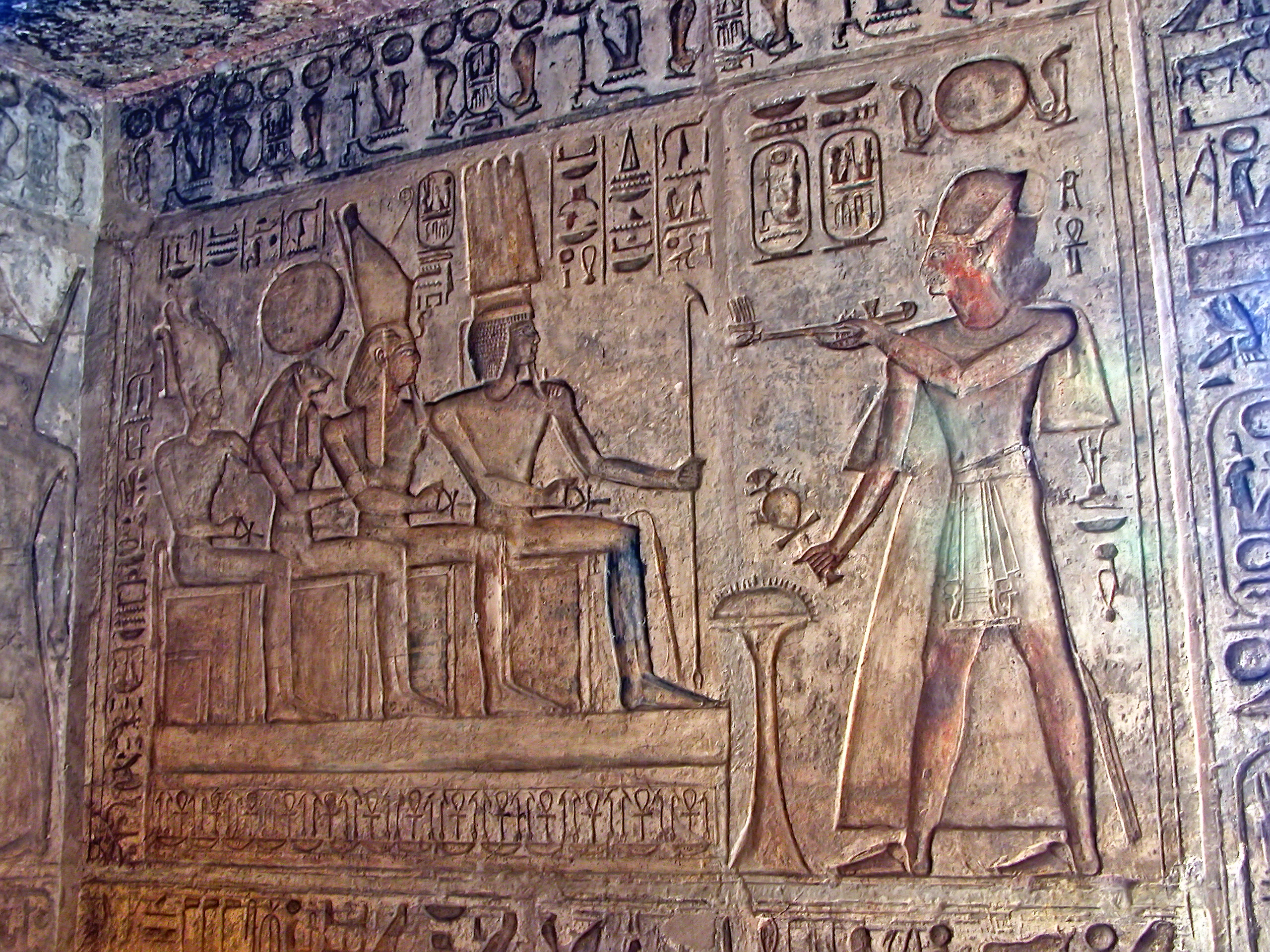
Relevo de Ramessés dando uma oferenda aos deuses

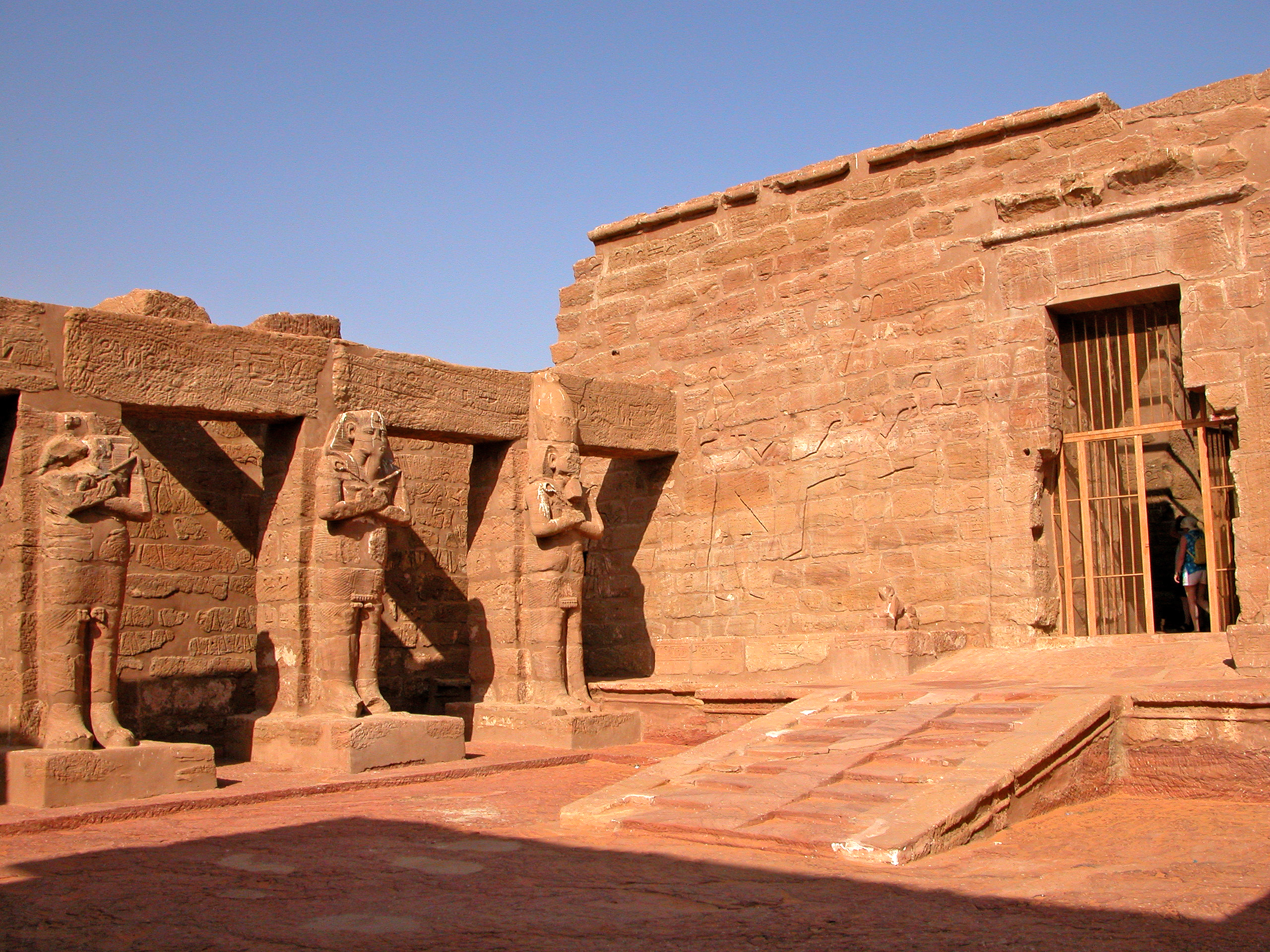
Pátio do templo

Uádi Sebua ou Vale dos Leões (em árabe: وادي السبوع; romaniz.: Wadi es-Sebua; assim chamado devido às esfinges alinhadas ao longo do caminho diante dos templos) é um sítio com dois templos egípcios do Reino Novo (1550–1069 a.C.), incluindo o éspeo erigido pelo faraó Ramessés II (1279–1213 a.C.), na Baixa Núbia. O primeiro templo era de Amenófis III (r. 1390–1352 a.C.) e foi restaurado por Ramessés. Em seu primeiro estágio, "consistia de santuário esculpido na rocha (cerca de 3 por 2 metros) fronteado com um pilone de tijolos, um pátio e um salão, com as paredes parcialmente cobertas por pinturas." O templo talvez foi dedicado a uma das formas locais de Hórus, mas suas representações foram alteradas para Amom durante algum ponto em sua história. No Período de Amarna (1352–1336 a.C.), imagens de Amom foram atacadas e suas decorações se deterioraram, mas Ramessés posteriormente restaurou e ampliou o templo de Amenófis, construindo estruturas em frente ao pilone.

## Templo de Amom de RamessésII
O segundo maior templo em Sebua foi conhecido como "Templo de Riamesse Mariamum [Ramessés] no Domínio de Amom" e erigido cerca de 150 metros a nordeste do templo de Amenófis III. Monumentos e representações contemporâneas do vice-rei de Cuxe, Setau, indicam que o templo foi criado entre os anos 35 e 50 anos do reinado de Ramessés. Setau é conhecido por ter servido como vice-rei de Cuxe entre os anos 38 a 63 do reinado do faraó e foi responsável pelos últimos templos núbios de Ramessés. O templo de Uádi Sebua era o terceiro construído na rocha com um pátio de pedras que Ramessés ergueu na Nubia. Localizado a aproximadamente 150 quilômetros ao sul de Assuã, na margem esquerda do Nilo, deve sua importância ao fato de que durante o período raméssida, a cidade foi construída na saída das estradas de caravanas, era usada como local de residência ao vice-rei de Cuxe e porque estava num trecho difícil do Nilo, no qual os barcos tinham dificuldade para atravessar a corrente. Ramessés confiou a gestão de seus projetos a Setau que, se alguém julga pela má qualidade do estilo e estátuas da corte osírida, foi forçado a se ajustar com uma "força de trabalho não treinada, muitos dos quais eram arrancados dos oásis da Líbia" e "matérias-primas inferiores".
O templo de "Ramessés amado de Amom no campo de Amom" foi usado como cais ou local de descanso para barcos durante sua descida do Nilo. Os árabes, inspirados pelas esculturas das esfinges alinhadas na entrada do primeiro templo, batizavam o local como Uádi Sebua ou Vale dos Leões. O templo compreendia três partes distintas: duas quadras abertas decoradas com esfinges ou dromos, uma grande quadra interna com pilares osíridos e o templo de pedra. O templo foi, portanto, "parcialmente independente e parcialmente cortado em rocha". O templo já possuiu três pilones. Dois deles foram feitos de tijolos de barro do Nilo e desmoronaram. Apenas a passagem do portão de pedra através deles sobreviveu. O primeiro pátio tem duas esfinges de cabeça humana acompanhadas por duas estátuas de Ramessés que originalmente estavam em ambos os lados da passagem. Apenas a estátua esquerda de Ramessés permanece in situ enquanto a outra estátua agora se encontra no deserto.
Após o segundo pilone, um segundo pátio com quatro esfinges com cabeças de falcão aparecem representando Hórus de Mea, Miam, Baqui e Edfu, quando se esperaria o de Buém. Entre suas pernas, aparece uma estatueta com a imagem de Ramessés coberta com a coroa nemés. Em sua base, uma inscrição afirma "Ramessés, Senhor dos festivais Sede, como seu pai Ptá" e se refere ao desejo de longevidade para o rei como expresso sobre os vestígios da segunda porta: "Ramessés-Meriamum, senhor dos festivais Sede, como Ptá." Pouco antes de entrar na terceira torre, há quatro estátuas colossais de Ramessés, das quais apenas uma estátua permanece em pé. O terceiro pilone é decorado com o estilo egípcio convencional do faraó ferindo seus inimigos e fazendo oferendas aos deuses, incluindo ele próprio. Uma vez atravessado o terceiro pilone, a seção de rocha do templo começa com um salão hipostilo composto de 12 pilares quadrados:
| “ | [...] dos quais os seis centrais já foram adornados com estátuas osíricas do rei; estes foram cinzelados pelos cristãos. No entanto, as cenas de oferendas nas paredes sobrevivem, e algumas mantêm sua cor [original]. | ” |

A "antecâmara abre em duas salas laterais, duas capelas laterais e o santuário". Embora as estátuas nos nichos do santuário tenham sido destruídas, "representaram, sem dúvida, Amom-Rá, Rá-Haraqueti e o próprio Ramessés." Quando os templos de Uádi Sebua foram ameaçados pelas inundações da represa de Assuã, o templo foi desmantelado em 1964 com o apoio dos Estados Unidos pelo Serviço de Antiguidades do Egito. Foram movidos para um novo local a apenas 4 quilômetros a oeste de sua localização original.

## Uso como igreja
No século V, foi convertido em igreja. Alguns relevos foram cobertos com gesso e imagens pintadas de Deus foram feitas. A camada ajudou a preservar à posteridade os relevos originais; os melhores exemplos estão no santuário e capelas associadas do templo de Ramessés, onde cenas coloridas retratam o faraó adorando barcos sagrados de Amom-Rá e Rá-Haraqueti. Há também uma cena no nicho central, onde duas estátuas de Amom e Rá-Haraqueti, que ficavam ao lado de Ramessés, foram cortadas por fiéis cristãos e substituídas pela imagem de São Pedro. Quando o revestimento de gesso foi removido dos relevos esculpidos, encontrou-se uma de Ramessés oferecendo flores para São Pedro.